# Perilissus bicolor
Perilissus bicolor är en stekelart som först beskrevs av Cresson 1864.  Perilissus bicolor ingår i släktet Perilissus och familjen brokparasitsteklar. Inga underarter finns listade i Catalogue of Life.